# Шевеж
Шѐвеж (на полски: Siewierz; на немски: Sewerien, Sewern) е град в Южна Полша, Силезко войводство, Бенджински окръг. Административен център е на градско-селската Шевежка община. Заема площ от 38,66 км2.

## Население
Според данни от полската Централна статистическа служба, към 1 януари 2014 г. населението на града възлиза на 5 481 души. Гъстотата е 142 души/км2.